# Sybra basimaculata
Sybra basimaculata är en skalbaggsart som först beskrevs av Heller 1924.  Sybra basimaculata ingår i släktet Sybra och familjen långhorningar.
Artens utbredningsområde är Filippinerna. Inga underarter finns listade i Catalogue of Life.